# Hadda
Hadda es un sitio arqueológico grecobudista situado en la zona antigua de Gandhara, a diez kilómetros al sur de la ciudad de Jalalabad, en el este del actual territorio de Afganistán.

## Fondo
Algunas de las 23.000 esculturas grecobudistas de arcilla y yeso halladas y excavadas en Hadda fueron durante los años 1930 y 1970. Los hallazgos combinan elementos del budismo y el helenismo, en un estilo helenístico casi perfecto.
Aunque el estilo de los artefactos es típicamente helenístico de los siglos II y I a. C., las esculturas de Hadda están fechadas, por lo general (aunque con cierta incertidumbre), en el siglo I d. C. o en tiempo posterior (es decir, uno o dos siglos después). Esta discrepancia podría explicarse por la preservación de finales de los estilos helenísticos durante unos cuantos siglos en esta parte del mundo. El oro puede indicar que en realidad eran artefactos producidos en períodos ya de nuestra era.
Teniendo en cuenta la antigüedad de estas esculturas y su refinamiento técnico, indicativo de artistas que estaban perfectamente al corriente de todos los aspectos de la escultura griega, se ha sugerido que hubo comunidades griegas que estuvieron directamente involucradas en la realización de estas obras, y que ésta «podría ser el área de origen de la incipiente escultura budista del estilo indogriego».
El estilo de muchas de las obras de Hadda es de los más helenísticos, y se puede comparar con las esculturas que se encuentran en el  Templo de Apolo de Bassae (Arcadia).

## Obras de arte
Un grupo escultórico hallado en las excavaciones de Hadda representa a Buda sosteniendo una cornucopia, rodeado por Heracles y Tique, en un estilo perfectamente helenístico. Es así que, a diferencia de la iconografía griega típica, en ésta Heracles sostiene un rayo de Vajrapani en vez de su garrote habitual.
Otras esculturas de asistentes de Buda han sido excavadas, todas con un visible estilo helenístico, como el "Genie au Fleur" (Genio de la Flor), hoy en París, en el Museo Guimet.

## Escrituras budistas
Se cree que el más antiguo de los manuscritos budistas sobrevivientes - de hecho, los más antiguos manuscritos indios sobrevivientes de cualquier tipo - se recuperaron en las cercanías de Hadda. Probablemente datan de alrededor del siglo I a. C. Fueron escritos en las lenguas gandhari y kharoṣṭhī. Se hallaban en una olla de barro con una inscripción en el mismo idioma. Son parte del canon, perdido hace mucho tiempo, de la secta Sarvastivada, que dominó Gandhara y fue fundamental en la propagación del budismo hacia el centro y el este de Asia. Los manuscritos se conservan en la Biblioteca Británica.

## Destrucción
Se dice que Hadda ha sido casi totalmente destruida en los combates acaecidos durante la guerra civil de Afganistán.